# Francisco Antiporta
Francisco Antiporta Laymito (* San Andrés de Tupicocha, 4 de octubre de 1944 - Lima, 30 de octubre de 2010), fue Ingeniero agrónomo y político peruano. Dos veces ex alcalde del distrito de El Agustino en dos mandatos  consecutivos: de 1995 a 1998 y de 1999 a 2002.

## Familia
Nació en San Andrés de Tupicocha en 1944 en una familia de campesinos muy trabajadores, hijo de Román Antiporta Rojas y de Emilia Laymito, su padre fue alcalde de San Andrés de Tupicocha, siendo uno de los alcaldes más jóvenes de la época. Tuvo como hijos a Francisco Antiporta Pomacaja, Dante Antiporta Pomacaja, Ender Antiporta Grimarey y Abel Antiporta Laos. Sus hermanos son Senen Antiporta Laymito, Liduvina Antiporta Laymito, Andrea Antiporta Laymito, Lucila Antiporta Laymito, Rosalva Antiporta Laymito y Leoncio Antiporta Laymito.

## Vida profesional
Curso estudios primarios en la Escuela Rural N.º 57 de su pueblo, luego viajó a la capital a proseguir la educación secundaria, en el Colegio Hipólito Unanue, culminó la secundaria ocupando el cuadro de honor de su promoción. En 1963 ingresó a la Universidad Nacional Agraria La Molina, donde obtuvo el título de Ingeniero Agrícola.
Viajó posteriormente a la república de Venezuela para proseguir estudios en la Universidad de los Andes de Mérida, allí obtuvo el posgrado en Maestría en Riego y Drenaje.